# Thea Frenssen
Thea Frenssen (née le 1er juin 1895 à Hambourg et morte en 1980 à Oberammergau en Bavière) est une patineuse artistique allemande. Elle a été quadruple championne d'Allemagne dans les années 1910.

## Biographie

### Carrière sportive
Thea Frenssen remporte quatre fois le titre de championne d'Allemagne (en 1913, 1914, 1917 et 1918).
Elle participe deux fois aux championnats du monde en 1913 et 1914, mais la Première Guerre mondiale interrompt sa carrière internationale. En 1914, elle a obtenu la 4e place mondiale. Elle n'a jamais participé ni aux championnats d'Europe, car ceux-ci n'existaient pas pour la catégorie féminine à cette époque, ni aux Jeux olympiques.
Thea Frenssen a également pratiqué le patinage par couple avec Julius Vogel, avec qui elle obtient deux médailles d'argent aux championnats d'Allemagne de 1913 et 1914 et une 4e place aux championnats du monde de 1914.

### Reconversion
Après la Seconde Guerre mondiale, Thea Frenssen est entraîneur de patinage artistique. Parmi ses élèves, on peut citer Gundi Busch et Ina Bauer.

## Palmarès
| Compétitions en Individuelle | 1912 | 1913 | 1914 | 1915 | 1916 | 1917 | 1918 |  |  |  |  |  |  |  |
| Jeux olympiques d'été | X    |      |      |      | JA   |      |      |  |  |  |  |  |  |  |
| Championnats du monde |      | 7e   | 4e   | CA   | CA   | CA   | CA   |  |  |  |  |  |  |  |
| Championnats d'Allemagne | 2e   | 1re  | 1re  | CA   | CA   | 1re  | 1re  |  |  |  |  |  |  |  |
| |      |      |      |      |      |      |      |  |  |  |  |  |  |  |
| Compétitions en Couple | 1912 | 1913 | 1914 | 1915 | 1916 | 1917 | 1918 |  |  |  |  |  |  |  |
| Jeux olympiques d'été | X    |      |      |      | JA   |      |      |  |  |  |  |  |  |  |
| Championnats du monde |      |      | 4e   | CA   | CA   | CA   | CA   |  |  |  |  |  |  |  |
| Championnats d'Allemagne |      | 2e   | 2e   | CA   | CA   | CA   | CA   |  |  |  |  |  |  |  |
| Légende : X = Pas de patinage artistique aux jeux olympiques d'été de 1912 ; JA = Jeux olympiques d'été annulés ; CA = championnats annulés |      |      |      |      |      |      |      |  |  |  |  |  |  |  |